# ایکر پوزو
ایکر پوزو (انگلیسی: Iker Pozo؛ زادهٔ ۶ اوت ۲۰۰۰) بازیکن فوتبال اهل اسپانیا است.